# The Hockey Song
The Hockey Song ist ein Lied des kanadischen Sängers Stompin’ Tom Connors. Der Song wurde am 8. Juni  1973 veröffentlicht.

## Inhalt
Das Lied ist ein Country- bzw. Folksong, der bereits im Jahre 1971 von Stompin’ Tom Connors (bürgerlich: Charles Thomas Connors) geschrieben wurde. Der Text ist in englischer Sprache verfasst. Die Tonart ist C-Dur geschrieben und weist ein Tempo von 98 BPM auf. The Hockey Song ist 2:12 Minuten lang. Hauptinstrument des Albums ist eine Akustikgitarre. Nur zeitweilig ist eine E-Gitarre zu hören. Produziert wurde das Lied von Fred McKenna. Es erschien auf Connors achtem Studioalbum Stompin’ Tom Connors and the Hockey Song.
Das Lied ist in drei Strophen eingeteilt. Nach jeder Strophe folgt der Refrain. Das Lied erzählt die Geschichte eines Eishockeyspiels, wobei jede Strophe das Geschehen einer der drei Spielabschnitte des Spiels beschreibt. In der ersten Strophe geht es um den Spielbeginn. Während der zweiten Strophe gerät die namentlich nicht genannte Heimmannschaft zunächst in Rückstand, kann dann jedoch ausgleichen. Zu Beginn der dritten Strophe wird erwähnt, dass es sich um das entscheidende Spiel um den Stanley Cup handelt, der Meistertrophäe der National Hockey League. Der Heimmannschaft gelingt der Siegtreffer. Im Refrain besingt Connors, dass Eishockey der beste Sport der Welt sei.
| „The good old hockey game, is the best game you can name. And the best game you can name, is the good old hockey game.“ | „Das gute alte Eishockeyspiel, ist das beste Spiel, das du nennen kannst. Und das beste Spiel, das du nennen kannst, ist das gute alte Eishockeyspiel.“ |

## Veröffentlichung
Das Lied wurde am 8. Juni 1973 über Connors eigenes Plattenlabel Boot Records sowie über Capitol Records als Single veröffentlicht. Das Cover der Single zeigt eine Szene aus einem Eishockeyspiel, bei dem der Torwart gerade einen Schuss pariert. Das Bild nimmt in etwa die unteren zwei Drittel des Covers ein. Im oberen Drittel stehen links der Name des Interpreten sowie der Titel des Liedes. Oben rechts ist eine Foto von Connors. Im gleichen Jahr erschien das dazugehörige Studioalbum Stompin’ Tom Connors and the Hockey Song. Im Jahre 2008 veröffentlichte Connors eine neue Version des Liedes auf seinem Studioalbum The Ballad of Stompin' Tom, da ihm die Originalversion des Liedes „zu dünn“ war.

## Charts
Erst nachdem Stompin’ Tom Connors am 6. März 2013 an Nierenversagen starb, konnte sich das Lied in den kanadischen Singlecharts platzieren und erreichte Platz 29.
| ChartsChartplatzierungen | Höchstplatzierung | Wochen |
| ------------------------ | ----------------- | ------ |
| Kanada (MC)              | 29 (… Wo.)        | …      |

## Verwendung und Bedeutung
Das NHL-Team der Ottawa Senators begann im Jahre 1992, das Lied während der Heimspiele bei Unterbrechungen zu spielen. Der damalige Trainer der Toronto Maple Leafs, Pat Burns, setzte sich darauf dafür ein, dass auch bei den Heimspielen seiner Mannschaft The Hockey Song gespielt wird. Seitdem wird das Lied sowohl in Nordamerika als auch in Europa bei vielen Eishockeyspielen gespielt. Stompin’ Tom Connors wurde oft zu Spielen der NHL eingeladen, um das Lied persönlich aufzuführen. Einen weiteren Auftritt mit dem Lied hatte Connors bei den NHL Awards 2008.
The Hockey Song wurde im Jahre 2008 in die Canadian Songwriters Hall of Fame aufgenommen. Das Lied sei „ein quintessentielles kanadisches Lied über einen quintessentiell kanadischen Sport“, dass nicht nur zu einer „Hymne des Eishockeys“, sondern sogar „zu einer inoffiziellen Nationalhymne wurde“. Der kanadische TV-Sender CTV nutzte das Lied für seine Eishockey-Übertragungen. Es gibt zahlreiche Coverversionen, unter anderem von The Hanson Brothers, The Good Brothers und Avril Lavigne.
Das Lied gilt als eine inoffizielle Hymne von Kanada und wird inzwischen nicht nur bei Sportveranstaltungen aller Art, sondern z. B. auch anlässlich des Nationalfeiertages Canada Day gespielt.